# Арефьев, Николай Александрович
Николай Александрович Арефьев (19 декабря 1979 года — 27 апреля 2017 года) — российский футболист, игрок в мини-футбол. Выступал за сборную России по мини-футболу.

## Биография
Начал карьеру в дубле клуба «Торпедо-Лужники», в высшей лиге дебютировал за «Торпедо» при Тарханове. Но после увольнения тренера выступал за второй состав клуба. В 2000 году перешёл в нижегородский «Локомотив», с которым вылетел в первый дивизион чемпионата России. Последним профессиональным футбольным клубом Арефьева стал «КАМАЗ», но в одном из матчей футболист получил серьёзную травму, после чего завершил свои выступления в большом футболе.
После этого Арефьев перешёл в мини-футбол. В 2002—2006 годах выступал за московский «Арбат», после его расформирования перешёл в другой столичный клуб — «Спартак». Проведя там один сезон, перебрался в «Норильский Никель». В сезоне 2008—2009 выступал в Высшей лиге за вторую команду норильчан, после чего переключился на выступления за футзальные клубы.
Сыграл четыре матча в составе сборной России по мини-футболу.
Скончался 27 апреля 2017 года. Похоронен на Николо-Архангельском кладбище в Москве.